# Trouillas
Trouillas é uma comuna francesa na região administrativa da Occitânia, no departamento de Pirenéus Orientais. Estende-se por uma área de 17,01 km². Em 2010 a comuna tinha 2 147 habitantes (densidade: 126,2 hab./km²).